# Venezillo trifolium
Venezillo trifolium är en kräftdjursart som först beskrevs av Dollfus 1890.  Venezillo trifolium ingår i släktet Venezillo och familjen Armadillidae. Inga underarter finns listade i Catalogue of Life.